# 6081 Cloutis
6081 Cloutis este un asteroid din centura principală de asteroizi.

## Descriere
6081 Cloutis este un asteroid din centura principală de asteroizi. A fost descoperit pe 2 martie 1981 la Siding Spring de Schelte J. Bus. Asteroidul prezintă o orbită caracterizată de o semiaxă mare de 2,49 ua, o excentricitate de 0,19 și o înclinație de 7,3° în raport cu ecliptica.